# Sphoeroides lobatus
Sphoeroides lobatus es una especie de peces de la familia Tetraodontidae en el orden de los Tetraodontiformes.

## Morfología
Los machos pueden llegar alcanzar los 25 cm de longitud total.

## Hábitat
Es un pez de mar de clima subtropical y demersal.

## Distribución geográfica
Se encuentra en el Pacífico oriental: desde California (Estados Unidos) hasta Chile

## Observaciones
Es inofensivo para los humanos.